# Chiesa di San Bartolomeo Apostolo (Argenta)
La chiesa di San Bartolomeo Apostolo è la parrocchiale di Ospital Monacale, frazione di Argenta. Risale al X secolo.

## Storia
I primi riferimenti storici relativi alla chiesa di Ospital Monacale sono del X secolo.
Durante i primi tempi fu alle dipendenze del monastero di San Silvestro, a Ferrara, che era gestito da suore. Tale situazione fu probabilmente il motivo del nome che in seguito venne dato alla frazione di Argenta.
Nella seconda metà del XIV secolo fu ampliata e parzialmente ricostruita.
Nel XVI secolo ebbe dignità parrocchiale.
Giovanni Fontana, vescovo di Ferrara, attorno alla fine del XVI secolo, diede alla chiesa un vicario perpetuo secondo il desiderio espresso in tal senso dalle monache di San Silvestro.
L'edificio venne completamente restaurato con importanti modifiche nel 1630.
Oltre tre secoli più tardi, negli anni settanta, si realizzarono altri e pesanti interventi per riconsolidare dal punto di vista statico l'intera struttura. Alcune parti vennero demolite ma restarono quasi inalterate la zona absidale, la facciata e la torre campanaria. Solo la parte apicale di quest'ultima venne sostituita da una merlatura dopo i danni subiti col secondo conflitto mondiale.
Verso la fine del XX secolo fu restaurata la facciata con la valorizzazione del cotto tipico ferrarese eliminando quindi la precedente intonacatura.